# Дом ордена иезуитов
Дом ордена иезуитов (также известный как Дом коллегии иезуитов) — памятник архитектуры, доходный дом, построенный в начале XIX века под руководством архитектора Луиджи Руски для членов иезуитского ордена. Расположен в Санкт-Петербурге по адресу Итальянская улица, 1 и Набережная канала Грибоедова, 8.

## Архитектурные особенности
Дом 3-этажный (один из внутридворовых флигелей 4-этажный). Здание построено на угловом участке, принадлежавшем католической церкви, имеется ограниченный с двух сторон прямоугольный внутренний двор. Фасад оформлен относящейся к первому и второму этажу ионической колоннадой. Центральная часть фасада по набережной канала Грибоедова декорирована портиком, состоящим из 6 колонн и поддерживающим фронтон. Вдоль главных фасадов дома протянулись помещения парадной анфилады. Жилые покои расположились во внутренних корпусах. Дом ордена иезуитов отличается общим композиционным сходством со зданиями, относящимися к архитектурному ансамблю площади Искусств.

## История
Дом ордена иезуитов был построен на Екатерининском канале в 1801—1805 годах по проекту архитектора Луиджи Руски.
В первые десять лет своего существования (до 1815 года) в здании помещалось учебное заведение закрытого типа (благородный пансион, также известный как иезуитский коллегиум). В этом пансионе жили и учились многие аристократы (например, Голицыны, Вяземские, в частности, поэт Пётр Андреевич Вяземский, Строгановы, Одоевские, Шуваловы и многие другие). Особенно примечательно, что в стенах коллегиума взрастили немало будущих декабристов (в частности, Александра Барятинского, Валерьяна Голицына, Д. А. Искрицкого, В. А. Мусина-Пушкина, Николая Оржицкого, Иосифа Поджио, П. Н. Свистунова, А. А. Суворова).
В 1815 году из Санкт-Петербурга иезуитов изгнали. В связи с этим пансион закрыли, в здании короткое время работал Военно-сиротский дом. В 1856-73 гг. здание занимало Первое отделение Императорской канцелярии. Впоследствии дом стал жилым, каким и является до сих пор.